# شعار قطر
شعار قطر ظهر عام 2022، وهو يتكون من سيفين عربيين بنيين متقاطعين يحيطان بأمواج زرقاء تعلوها سفينة تقليدية وجزيرة مع نخلتين ترمز للبلاد.
مصمم شعار دولة قطر الفنان مهندس الديكور في تلفزيون قطر في ذلك الوقت فؤاد محمد احمد الشبيني
سبق الشعار الحالي شعار آخر مستعمل منذ عام 1976 وكان يحتوي على ترس اصفر يوجد داخله سفينة ونخلة وسيفين متقاطعين يحيطان يامواج زرقاء
بعض مكونات الشعار مستعملة أيضاً في شعارات دول الخليج الأخرى مثل السفينة في شعار الكويت، وشعار السابق لدولة الإمارات، والنخلة تستعمل في شعار السعودية

## شعارات تاريخية

شعار قطر 1966–1976
شعار قطر 1976–2022